# Технический альянс
Технический альянс — объединение ученых, сформировавшееся в конце Первой мировой войны (зима 1918—1919), было одним из первых экспертных центров Америки. Их основной задачей был Обзор энергии Северной Америки (The Energy Survey of North America). В 1933 году эта задача была выполнена, и Альянс был расформирован. Технический альянс был предшественником Technocracy Inc, и их результаты и информация были изданы Technocracy Inc, как Курс изучения технократии (The Technocracy Study Course).

## Проект Технического альянса
Технический альянс измерил и оценил количество природных ресурсов почвы, металлов, топлива, гидрологии и её ресурсов энергии, транспорта и коммуникаций, способностей строительства, его индустриальной и технологической производительной способности; доступный научный потенциал, разработки, обученный персонал — все, чтобы определить, могла ли бы область Северной Америки обеспечивать справедливо индивидуализированный достаточно высокий уровень жизни для её населения, и если так, то как это могло быть организовано в форме управляющего органа, который они позже упомянули как технат.
Уиллард Гиббс развил «Теорию детерминантов энергии» («Theory of Energy Determinants»), также являющуюся векторным анализом, который, согласно Говарду Скотту, сформировал основание из определения эксплуатационного динамического из функционального социального проекта в континентальном масштабе для Северной Америки.
Развитие термодинамического подхода Гиббса привело к концепции расчета энергетических потребностей (Energy Accounting) которая предполагалась Техническим альянсом. Скотт ссылался на Гиббса как на человека, который сделал возможной концепцию энергоориентированной экономики, используя расчет энергетических потребностей.

## Члены Технического альянса
- Говард Скотт
- М.Кинг Хьюберт
- Фредерик Л. Аскерман
- Карл И. Алсберг
- Аллен Карпентэр
- Л.К. Комсток
- Стюарт Чейз
- Элис Барровз Фернандес
- Бассэт Джонс
- Бэнтон Маккой
- Лиланд Олдс
- Чарльз П. Стэйнметс
- Ричард Ч. Толман
- Джон Керол Ваугнан
- Торстэйн Веблен
- Чарльз Витакер
- Саливан Джонс